# Dirades
Dirades is een geslacht van vlinders van de familie Uraniavlinders (Uraniidae), uit de onderfamilie Epipleminae.

## Soorten
- D. acutilinea Warren, 1879
- D. adjutaria Walker, 1861
- D. albilinea Warren, 1899
- D. albula Warren, 1898
- D. alikangensis Strand, 1916
- D. aluensis Butler, 1887
- D. ambigua Warren, 1896
- D. angulata (Talbot, 1929)
- D. angulifera Warren, 1902
- D. bonoraae Boudinot, 1982
- D. brunnea Warren, 1907
- D. columbaris Warren, 1897
- D. comoroana Boudinot, 1982
- D. conifera Moore, 1887
- D. corrasa Warren, 1906
- D. crepuscularis Hampson, 1893
- D. dadanti (Viette, 1975)
- D. erebata Warren, 1907
- D. erectinota Warren, 1899
- D. etiennei Boudinot, 1982
- D. exangulata Warren, 1897
- D. formosibia Strand, 1916
- D. funebris Hampson, 1907
- D. hepaticata Warren, 1896
- D. incerta Boudinot, 1982
- D. infans Warren, 1900
- D. integra Warren, 1897
- D. irrorata Moore, 1887
- D. kosemponicola Strand, 1916
- D. laniger Hampson
- D. latibrunnea Warren, 1896
- D. latifasciata Moore, 1887
- D. leucocephala Walker, 1862

- D. leucocera Hampson, 1891
- D. lugens Warren, 1897
- D. multistrigaria Moore, 1888
- D. mutans Butler, 1887
- D. niveicosta Warren, 1906
- D. nubila Hampson, 1907
- D. obscuraria Moore, 1887
- D. onusta Warren, 1902
- D. palaca Walker, 1861
- D. pendula Warren, 1899
- D. prunaria Moore, 1887
- D. pygmeata Warren, 1897
- D. reticulata Moore, 1888
- D. rhagavata Walker, 1861
- D. rufinervis Holloway, 1976
- D. semicarnea Warren, 1907
- D. strigulicosta Strand, 1916
- D. subdentata Walker, 1866
- D. theclata (Guenée, 1857)
- D. tridentata Heylaerts, 1892
- D. unicauda Dudgeon, 1905
- D. vespertilio Warren, 1899